# Friedrich Kühlken
Friedrich Kühlken (* 18. Juni 1898 in Bremen-Lesum; † 1973 in Bremen) war ein deutscher Pädagoge, Historiker und Heimatforscher.

## Biografie
Kühlken war der Sohn eines Schuhmachers aus Lesum. Er absolvierte das Bremer Lehrerseminar an der Hamburger Straße. Seine erste Lehrerstelle erhielt er im Bremer Westen. Zuletzt war er Schulleiter der Mädchenschule an der Helgolander Straße.
Bedeutung erlangte er durch seine Veröffentlichungen zur Heimatgeschichte von Bremen und Umzu. Er schrieb unter anderem 19 Aufsätze in Friedrich Walburgs Reihe Geschichte in Erzählungen (1930er Jahre) und in den Bremer Arbeitsheften. Verdienstvoll war das Werk Zwischen Niederweser und Niederelbe – Eine Heimatkunde des Landes Bremen und des Niedersächsischen Regierungsbezirks Stade von 1950.

## Werke (Auswahl)
- Lesum im vorigen Jahrhundert, Erinnerungen und Überlieferungen.  Um 1930.
- Der Aufstieg Preußens. Geschichte in Erzählungen. J. Beltz, Langensalza/Berlin/Leipzig 1935.
- Der Freiheitskampf der Stedinger. J. Beltz,  Langensalza/Berlin/Leipzig um 1938.
- Das Frankenreich. In: Bremer Arbeitshefte Nr. 10, Julius Beltz, um 1950.
- Karl der Große. In: Bremer Arbeitshefte Nr. 11, Julius Beltz, um 1950.
- König Heinrich und Kaiser Otto. In: Bremer Arbeitshefte Nr. 13, Julius Beltz, um 1950.
- Johann Gutenberg. In: Bremer Arbeitshefte Nr. 28, Julius Beltz, um 1950.
- Zu neuen Welten. In: Bremer Arbeitshefte Nr. 29, Julius Beltz, um 1950.
- Bismarcks Werdegang. In: Bremer Arbeitshefte Nr. 67, Julius Beltz, um 1950.
- Das Zeitalter Kaiser Wilhelms II. In: Bremer Arbeitshefte Nr. 79, Julius Beltz, um 1950
- Zwischen Niederweser und Niederelbe – Eine Heimatkunde des Landes Bremen und des Niedersächsischen Regierungsbezirks Stade. H. Saade, Osterholz-Scharmbeck 1950.
- Schätze im Moor. Eilers und Schünemann Verlag, Bremen 1959.
- Neue Nationalstaaten. Julius Beltz, um 1960 (Digitalisat).
- Marschen im Schutze der Deiche. Eilers und Schünemann Verlag, Bremen.